# Vahl (Adelsgeschlecht)
Die Familie von Vahl war eine im 19. Jahrhundert im vorpommerschen Landkreis Greifswald ansässige Kaufmannsfamilie, deren Nachfahren unter anderem in den Adelsstand erhoben wurden.

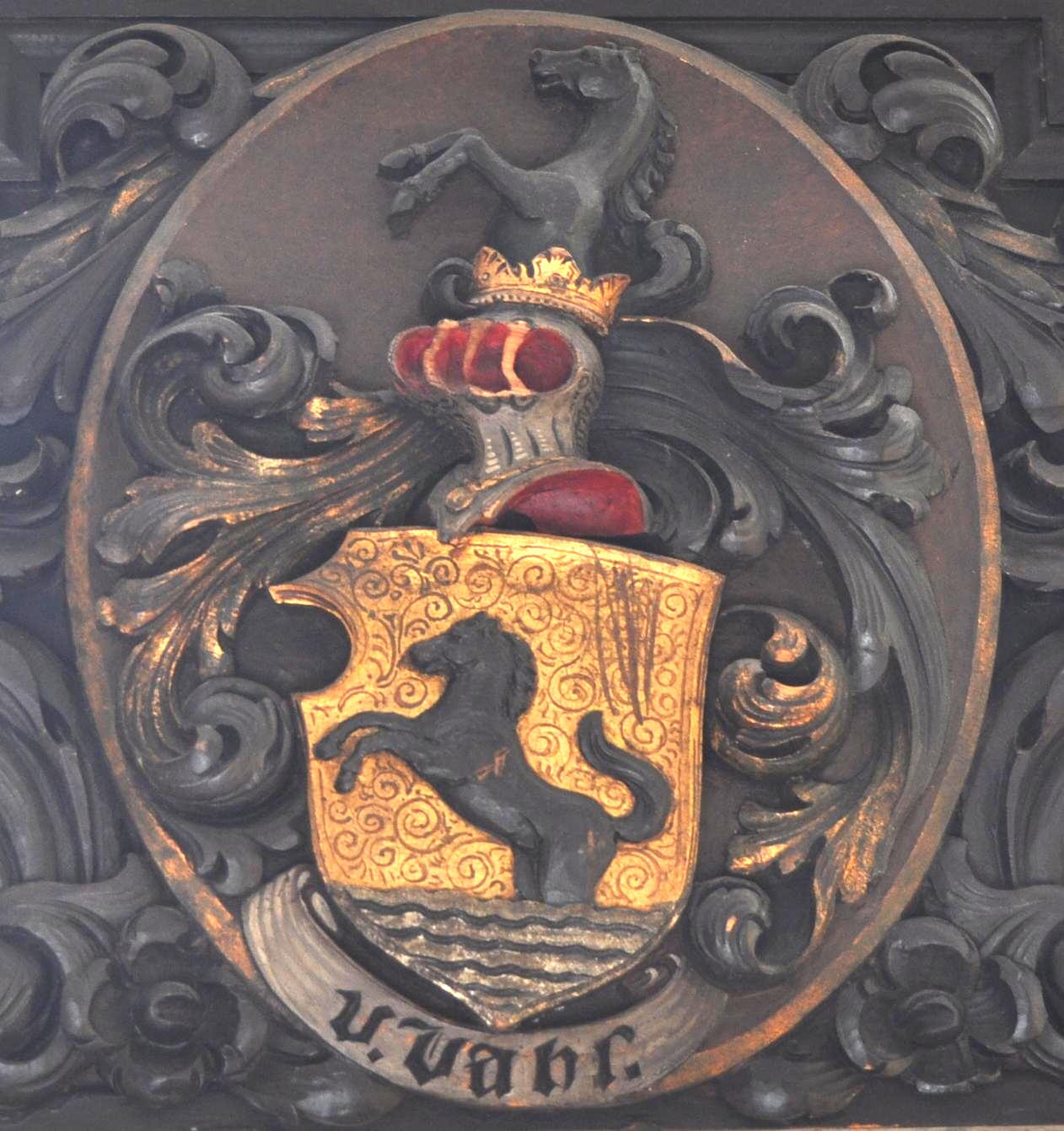
Wappen der Familie von Vahl im Kreishaus Greifswald

## Geschichte
Balzer Peter Vahl (1718–1792) wurde am 18. April 1744 als Kaufmann im ersten Stande Bürger von Greifswald. Später war er dortiger Bürgermeister.
Neben mehreren Töchtern entstammten seiner Ehe die 1794 geadelten Söhne Gottfried Michael (1748–1811) und Balzer Peter (1755–1825).
Balzer Peter von Vahl (der Jüngere) war Greifswalder Kommerzienrat, Kaufmann und Gutsherr. Seine Tochter Karoline heiratete 1803 den Rechtsanwalt, späteren Bürgermeister von Greifswald und umfangreich tätigen Heimatgenealogen Dr. jur. Carl Gesterding. 1809 kaufte Balzer Peter Vahl das Gut Gahlkow aus der Konkursmasse der Familie von Lühmann.
Sein Sohn Carl von Vahl († 1843) übernahm das Gut Gahlkow. Die Besitzungen Stilow und Brünzow (wie bei Balzer Peter angegeben) sind nicht verzeichnet.
Carl von Vahl hatte 3 Kinder, Ludwig, Hermann und Caroline († 1862).
Nach dem Tod von Carl übernahm Ludwig das Gut. Hermann von Vahl (1826–1892) war Kreisrichter in Greifswald, er und die Schwester verzichteten auf das Gutserbe zugunsten von Ludwig. Ludwig von Vahl war wohl ein erfolgreicher Gutsherr, denn er konnte um 1859 das Gut in Klein Zastrow südwestlich von Greifswald erwerben. Seine Familie wurde 1876 zu den 10 größten Gutsbesitzern im Regierungsbezirk Stralsund gezählt.
Die von Vahl waren Mitglied des ständischen Kreistages des Landkreises Greifswald. Im Kreishaus hingen die Wappen von 24 Gutsherren und 3 Städte in einem Wappenfries, darunter das der von Vahl.
Ernst von Vahl auf Klein Zastrow wurde 1906 Mitbegründer und Vorstand der Gützkower Stärkefabrik. 1912 setzte er nach langem Ringen die Verlängerung der GJK-Kleinbahnstrecke von Behrenhoff nach Klein Zastrow durch. 1931 ging dann das Gut Klein Zastrow in der Weltwirtschaftskrise in Konkurs. Ernst Rudolf Peter Oskar von Vahl (1900–1940) hatte die Besitzung nach seiner Scheidung 1927 bereits in den Verkauf gegeben.
Es besteht bis heute eine von Vahlsche Grabkapelle auf dem alten Friedhof an der Wolgaster Straße in Greifswald.

## Wappen
Das Familienwappen zeigt im Schild vor goldenem Grund ein aus dem Wasser (Wellenschildfuß) aufspringendes schwarzes Pferd. Auf dem bekrönten Helm mit schwarz-goldenen Helmdecken das Pferd wachsend.

## Genealogische Übersicht
Balzer Peter Vahl (1718–1792) ⚭ Christine Elisabeth Venthien (1723–1782)
Regina Marie Vahl (1746–1811) ⚭ Christian Gabriel Balthasar (1745–1819)
Gottfried Michael Vahl (1748–1811)
Christina Liboria von Vahl (1752–1824) ⚭ Johann Carl Schildener (1739–1803)
Karl Schildener (1777–1843)
Balzer Peter von Vahl (1755–1825) ⚭ Sophia Scheven (1765–1829)
Caroline von Vahl (1785–1838) ⚭ Carl Gesterding (1774–1843)
Carl von Vahl († 1843) ⚭ Louisa Siebmann
Hermann von Vahl (1826–1892) ⚭ Clara Weißenborn (1840–1881)
Margarete Auguste Johanna von Vahl (* 25. März 1861; † 22. Februar 1923)
Helene Karoline Friederike von Vahl (* 10. Mai 1862; † 18. November 1909 in Posen)
Karoline Hippolyta von Vahl (* 7. Juni 1864; † 15. April 1874)
Ernst Karl Peter von Vahl (* 19. Mai 1866; † 29. April 1916 in Klein Zastrow)
Oskar Fritz Ludwig von Vahl (* 26. September 1867; † 6. November 1908 in Gleiwitz)
Marie Leopoldine Charlotte von Vahl (* 25. November 1869; † 23. Dezember 1921)
Elisabeth von Vahl (* 9. August 1872; † 5. August 1874)
Richard Gustav Hermann von Vahl (* 26. Dezember 1876 in Gahlkow)